# Belvidere (New Jersey)
Pour les articles homonymes, voir Belvidere.
La ville de Belvidere est le siège du comté de Warren, dans le nord-ouest de l’État du New Jersey, aux États-Unis. Lors du recensement de 2010, sa population s’élevait à 2 681 habitants.
Située dans le nord-ouest du New Jersey, le long du fleuve Delaware et de son affluent la rivière Pequest, Belvidere est une ville résidentielle appréciée notamment pour son architecture pittoresque et pour la pêche à la truite.

## Démographie
| Groupe            | Belvidere | New Jersey | États-Unis |
| ----------------- | --------- | ---------- | ---------- |
| Blancs            | 96,0      | 68,6       | 72,4       |
| Afro-Américains   | 1,6       | 13,7       | 12,6       |
| Métis             | 1,3       | 2,3        | 2,9        |
| Asiatiques        | 0,8       | 8,6        | 4,8        |
| Autres            | 0,2       | 6,4        | 6,4        |
| Amérindiens       | 0,1       | 0,3        | 0,9        |
| Total             | 100       | 100        | 100        |
|                   |           |            |            |
| Latino-Américains | 3,6       | 17,7       | 16,7       |

Pour la période 2006-2010, 2,3 % des habitants (0,8 % des familles) vivent sous le seuil de pauvreté.

## Histoire
Belvidere est ainsi baptisée par Robert Morris, l'un des signataires de la Déclaration d'Indépendance américaine. La ville obtient le statut municipal officiel de Town le 7 avril 1845, se constituant à partir de quartiers issus de l'ancien Township d'Oxford, à la suite d'un référendum populaire ; mais elle était déjà siège du comté avant d'accéder à ce statut.
Son patrimoine historique est surtout remarquable par la quantité de maisons victoriennes qui s'y trouvent ; une centaine de bâtiments sont inscrits au registre national des monuments historiques. Une journée du patrimoine, le Victorian Day, est célébrée chaque année le deuxième week-end du mois de septembre.

## Personnalité liée à la ville
Henry S. Harris (en), représentant du New Jersey de 1883 à 1885, est né à Belvidere en 1850.

## Source
- (en) Cet article est partiellement ou en totalité issu de l’article de Wikipédia en anglais intitulé « Belvidere, New Jersey » (voir la liste des auteurs).

1. ↑  Chiffres du Bureau américain du recensement pour 2010
2. ↑  (en) « Belvidere, NJ Population - Census 2010 and 2000 », sur censusviewer.com (consulté le 2 mars 2016)
3. ↑  (en) « Population of New Jersey - Census 2010 and 2000 », sur censusviewer.com (consulté le 2 mars 2016)
4. ↑  Estimations basées sur les enquêtes économiques de la période 2006-2010
5. ↑  Galerie d'images des maisons victoriennes de Belvidere